# لا كالاورا
بلدية لا كالاورا (بالإسبانية: La Calahorra) هي بلدية تقع في مقاطعة غرناطة التابعة لمنطقة أندلوسيا جنوب إسبانيا.

## الديموغرافيا
بلغ عدد سكان بلدية لا كالاورا 797 نسمة عام 2011 (وفقاً للمعهد الوطني الإسباني للإحصاء).
| 957 | 931 | 793 | 798 | 752 | 800 | 797 |